# Elgorriaga
Elgorriaga è un comune spagnolo di 202 abitanti situato nella comunità autonoma della Navarra.